# Apanteles subandinus
Apanteles subandinus är en stekelart som beskrevs av Blanchard 1947. Apanteles subandinus ingår i släktet Apanteles och familjen bracksteklar. Inga underarter finns listade i Catalogue of Life.